# Cuori estranei
Cuori estranei (Between Strangers) è un film del 2002 diretto da Edoardo Ponti, presentato fuori concorso alla cinquantanovesima Mostra internazionale d'arte cinematografica di Venezia.

## Trama
Olivia, Natalia e Catherine sono tre donne che non si conoscono tra loro, molto diverse nell'età e nel tipo di vita che conducono, ma che hanno in comune diversi tratti caratteriali ed il più importante è quello che lega il loro percorso di vita al difficile rapporto con il proprio padre, in tutte condizionato da scelte traumatiche che hanno segnato e che segnano le loro esistenze.
Olivia è una donna ormai anziana, infelicemente sposata ad un uomo costretto su di una sedia a rotelle, indifferente al suo bisogno di attenzioni e di affetto, con una vocazione di artista che viene compresa, nelle sue soste sulla panchina di un parco, solo dal giardiniere Max, che teneramente apprezza i suoi disegni e la incoraggia a coltivare questa sua passione; l'angoscia di Olivia è aumentata dal rimorso per l'abbandono della figlia, partorita in giovane età ed abbandonata su suggerimento del padre a causa delle difficoltà economiche.
Natalia è una fotografa, figlia di un famoso fotoreporter di cui ha seguito le orme più per il desiderio di compiacerlo e di riceverne stima che per una reale vocazione, e che si trova, dopo avere ricevuto la gratificazione di un'importante copertina, nella necessità interiore di scoprire cosa è realmente accaduto alla bambina angolana da lei immortalata e quindi indecisa se proseguire nella sua carriera oppure, contro il volere del padre, seguire una vocazione umanitaria.
Catherine è una violoncellista molto conosciuta ed apprezzata nel mondo della musica, ma incapace di esprimere totalmente il sentimento che proviene dall'arte e di avere un rapporto sereno con la figlia a causa dei suoi traumi infantili che non l'abbandonano, derivati dal ricordo di un padre violento che lei ritiene responsabile della morte della madre; ella vive costantemente lacerata tra il desiderio di vendicarsi, attendendo l'uscita del padre dal carcere per ucciderlo, ed il bisogno di perdonarlo.
Tutte seguiranno in modo differente la necessità di evadere dal mondo che le è stato costruito loro intorno: Olivia partirà per raggiungere e ritrovare la figlia, divenuta nel frattempo una famosa pittrice, Natalia partirà alla volta dell'Angola per dare un senso di utilità alla sua vita e Catherine rinuncerà alla sua tournée per tornare a casa dalla sua bambina dopo che il padre è morto durante una rissa per difendere una ragazza.
Le tre donne si incontrano casualmente in aeroporto, sedute allo stesso tavolino in attesa del loro volo, tutte con il loro fardello di rimorsi e di rimpianti, e l'apparizione di una bambina che le osserva con sguardo sereno farà rinascere in loro quel sorriso che da molto tempo avevano smarrito.

## Curiosità
- Cuori estranei è il primo film scritto, sceneggiato e diretto da Edoardo Ponti, figlio di Sophia Loren e Carlo Ponti, ed il centesimo interpretato dalla madre[1].
- Nel film Malcolm McDowell subisce un'aggressione ad opera di alcuni teppisti che richiama quella da lui perpetrata ai danni di un anziano barbone nel film Arancia meccanica.
- In occasione della proiezione del film alla 59ª Mostra di Venezia è stato conferito a Sophia Loren il Premio "Pietro Bianchi" alla carriera dal Sindacato Nazionale Giornalisti Cinematografici Italiani[2].